# Oraon
Oraon är ett dravidiskt språk eller dialekt av språket Kurux, talad i Indien, samt benämningen på den folkgrupp som talar det. Det finns ungefär 2 miljoner oraoner.